# José Luis Tancredi
José Luis Tancredi Malatez (Montevideo, 14 febbraio 1983) è un allenatore di calcio ed ex calciatore uruguaiano, di ruolo centrocampista.